# Grupiara
Grupiara é um município brasileiro do estado de Minas Gerais. De acordo com o censo realizado em 2022 sua população era de 1 392 habitantes.

## História
Grupiara (ou antigamente Troncos) tronou-se distrito em 1923 (subordinado ao município de Estrela do Sul) e foi elevado à categoria de município em 30 de dezembro de 1962.

## Geografia
A LMG 732 liga as históricas cidades de Estrela do Sul e Grupiara, com a distância de 32 km de malha asfáltica.
- Distâncias aproximadas aos principais centros (km):
- Uberlândia: 150
- Belo Horizonte: 530
- Rio de Janeiro: 940
- São Paulo: 695
- Brasília: 490
- Vitória: 1.050